# Amanuel Gebrezgabihier
Amanuel Gebrezgabihier (anglès: Amanuel Ghebreigzabhier Egerzeigzaarhka)  (Addis Abeba, 17 d'agost de 1994) és un ciclista eritreu. Professional des del 2016 i actualment a l'equip Lidl-Trek. Ha guanyat el campionat nacional en ruta de 2014 i el de contrarellotge de 2019, 2023 i 2025.

## Palmarès
- 2014
  -  Campió d'Eritrea en ruta
  -  Campió d'Eritrea sub-23 en ruta
  - 1r al Tour de Blida i vencedor d'una etapa
  - Vencedor d'una etapa al Tour de Constantina
- 2015
  -  Campió d'Eritrea sub-23 en ruta
  - 1r al Tour de Constantina
- 2016
  - Campió d'Àfrica sub-23 en ruta
  - Campió d'Àfrica en contrarellotge per equips (amb Elias Afewerki, Tesfom Okbamariam i Mekseb Debesay)
- 2017
  - Campió d'Àfrica en contrarellotge per equips (amb Meron Abraham, Awet Habtom i Meron Teshome)
- 2018
  - 1r al Campionat d'Àfrica en ruta
  - Campió d'Àfrica en contrarellotge per equips (amb Mekseb Debesay, Metkel Eyob i Saymon Musie)
- 2019
  -  Campió d'Eritrea en contrarellotge
- 2023
  -  Campió d'Eritrea en contrarellotge
- 2025
  -  Campió d'Eritrea en contrarellotge

### Resultats a la Volta a Espanya
- 2018. 37è de la classificació general
- 2019. Abandona (18a etapa)
- 2023. 82è de la classificació general

### Resultats al Giro d'Itàlia
- 2019. 45è de la classificació general
- 2020. 54è de la classificació general
- 2021. 63è de la classificació general
- 2023. No surt (16a etapa)